# FOSPUCA
FOSPUCA es una empresa venezolana que trabaja en la recolección, transporte y disposición de residuos sólidos. Fundada el 8 de julio de 1980, su nombre proviene de las siglas de Fomento de Servicios Públicos Compañía Anónima.
Inició operaciones en Caracas, enfocándose en la gestión de desechos para comunidades locales. A lo largo de los años, expandió su alcance a múltiples ciudades en Venezuela, incluyendo municipios en los estados Miranda, Lara, Bolívar, Carabobo y Zulia.
Durante siete semanas prestó funciones en la Ciudad de Barinas, capital del estado Barinas, y cesó sus operaciones tras no en llegar a un acuerdo con la alcaldía respectiva en la aplicación de tarifas.
En 2014, José Simón Elarba, actual presidente de la junta directiva de Bancamiga Banco Universal, adquirió FOSPUCA y asumió su presidencia.
En 2016, la empresa creó la Fundación FOSPUCA, con la finalidad de apoyar programas educativos, culturales y ambientales.
Desde su fundación, ha mantenido un enfoque proactivo hacia la gestión de derechos, mientras busca promover una cultura de conciencia ambiental.

## Controversias

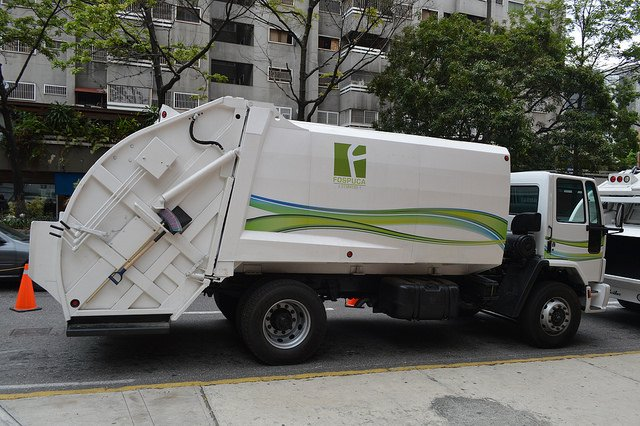
Camión recolector de FOSPUCA.

A lo largo de su historia, ciudadanos y comerciantes de localidades diversas de Venezuela han protestado porque consideran como “excesivas” las tarifas de FOSPUCA por la recolección de desechos sólidos y desperdicios.
En 2022, comerciantes de la ciudad El Tigre anunciaron un paro en respuesta “a las altas tarifas inpuestas” por FOSPUCA.
Por otro lado, en marzo de 2023, en Caroní más de 10 mil personas firmaron un documento en el que exigían la “derogación inmediata del decreto 008-2022 sobre las altas tarifas del servicio de aseo urbano prestado por FOSPUCA Caroní”.
“El medio El Estímulo reseña que la mesa técnica de Fedecámaras Bolívar reportó un saldo de 410 empresas cerradas entre noviembre 2022 a abril 2023 por incapacidad para pagar las tarifas del servicio. Destacan que los comerciantes del municipio llevan al menos 10 meses solicitando a la Alcaldía una reducción de las mismas”, de acuerdo con un artículo del medio digital El Pitazo.